# Marie-Francois-Armand-Roger Barbeyrac de Saint-Maurice
Marie-Francois-Armand-Roger Barbeyrac de Saint-Maurice, francoski general, * 1874, † 1942.